# Svensarö
Svensarö (finska: Suensaari) är en ö i Finland.   Den ligger i kommunen Torneå i den ekonomiska regionen  Kemi-Torneå  och landskapet Lappland, i den norra delen av landet, 600 km norr om  Helsingfors.
På Svensarö ligger Torneås stadskärna. På den västra sidan är ön så gott som ihopvuxen med fastlandet på den svenska sidan, på den östra sidan går huvudfåran i Torne älv.